# 二加二 (2011年電影)
《二加二》（英語：Two & Two）是一部於2011年上映的政治主題微電影，由巴巴克·安瓦利執導，巴巴克·安瓦里與基特·弗雷澤（Kit Fraser）共同製作，劇本由巴巴克·安瓦里和加文·卡倫（Gavin Cullen）編寫。這部長度為8分鐘的短片由皮簡·丹斯曼德（英語：Bijan Daneshmand）飾演的男教師以及十二名學生出演，故事發生在一間灰色牆壁的教室中，講述了第一堂課，課題是學習「2 + 2 = 5」。該片與喬治·歐威爾的小說《一九八四》有顯著的相似之處。

## 劇情
影片一開始，十二位男學生正在閒聊，突然，一名身著西裝的男教師走進一間破舊又骯髒的教室，學生們隨即起立。教師拿起手錶後，牆上的對講機立刻播放廣播，宣告學校將持續推動改變，並要求學生服從所有教師的指示。隨後，學生們坐下上課，教師在黑板上寫下「2 + 2 = 5」。
當學生們發出抗議之聲時，教師立即制止，要求教室保持秩序，並反覆命令大家跟著他朗誦這個算式。此時，一名膽怯的學生舉手，小心翼翼地說：「二加二應該等於四，而不是五。」教師平靜地回應：「別思考，你不需要思考。」隨後，教師又堅持答案必然是「 5」，並命令全班在筆記本上抄寫這個錯誤的算式。
不久之後，另一位學生起身抗議，堅定而大聲地喊道答案應為4。教師憤怒地質問：「誰允許你發言？」該學生依舊堅持己見，主張二加二確實等於四，令教師逼迫他認同「2 + 2 = 5」的企圖最終落空。
接著，教師離開教室，而同學們隨即對他的做法出言攻擊，聲稱這樣下去會害死他們。不久後，教師帶著三位佩戴紅臂章、氣勢嚴整得宛如軍隊般的年長學生回到教室。他問這三位學生：「二加二等於幾？」三人齊聲回答：「五。」那位仍堅持己見的學生卻被叫到黑板前，並拿到一支粉筆，要求他完成算式「2 + 2 = 」的書寫。
教師臉上明顯流露出挫敗感，告訴他這是最後一次給出正確答案的機會。突然，三位年長學生抬起手臂，對著站在黑板旁的男孩作出握住無形步槍、模仿處決的動作。男孩沉吟片刻後，大膽地寫下「4」。教師露出失望神情，隨即槍聲驟響，血花濺滿黑板，男孩的身軀倒在地上，毫無生氣。班上其他學生默然無語，面無表情地接受剛才所目睹的一切。
之後，年長學生將男孩的遺體抬走，而教師則彷彿未曾發生任何事般，繼續上課。當他再次命令學生在筆記本上抄寫「2 + 2 = 5」時，有一位學生悄悄將算式中的「5」刪去，細心改寫成「4」。

## 獎項
《二加二》被提名為2011 年英国电影学院奖的最佳微電影。 

## 演員
- 皮簡·丹斯曼德 - 老师
- Ravi Karimi——学生 1
- Pouyan Lotfi - 学生 2
- Amir Pasha Jafarzadeh - 学生 3
- Kian Raei - 其他學生
- Mashhoud Kagorynajed - 其他学生
- Amir Mostaed - 其他学生